# Halsua
Halsua (szw. Halso) – gmina w Finlandii, położona w zachodniej części kraju, należąca do regionu Ostrobotnia Środkowa i podregionu Kaustinen.
W gminie kultywowana jest tradycyjna gra na skrzypcach, wpisana w 2021 roku na listę reprezentatywną niematerialnego dziedzictwa kulturowego UNESCO.